# Pāvels Seničevs
Pāvels Seničevs (ros. Павел Васильевич Сеничев, Pawieł Wasiljewicz Sieniczew; 10 czerwca 1924 w Nowogrodzie Wielkim, zm. 19 maja 1997 w Kohtla-Järve) – łotewski strzelec startujący w barwach ZSRR, medalista olimpijski, mistrz świata i mistrz Europy.

## Kariera
Specjalizował się w trapie. Dwukrotny uczestnik igrzysk olimpijskich (IO 1964, IO 1968). Podczas igrzysk w Tokio zdobył srebrny medal, pokonując w dogrywce o 2. miejsce Williama Morrisa (25–24). Na igrzyskach w Meksyku uplasował się na 4. pozycji, przegrywając tym razem dogrywkę o pozycje medalowe z Kurtem Czekallą i Thomasem Garrigusem (uzyskał 22 punkty, podczas gdy jego rywale osiągnęli 25 celnych strzałów).
Seničevs ma w dorobku 4 medale mistrzostw świata, w tym 1 złoty i 3 brązowe. Jedyny indywidualny medal osiągnął podczas mistrzostw świata w 1966 roku, gdy został 3. zawodnikiem turnieju (przegrał wyłącznie z Kennethem Jonesem i Gheorghe Enache). Jedyny złoty medal zdobył na zawodach w 1962 roku, gdy został drużynowym mistrzem świata (skład drużyny: Siergiej Kalinin, Jurij Nikandrow, Pāvels Seničevs, Władimir Zimienko). Na mistrzostwach świata w 1970 roku zajął indywidualnie 5. miejsce. Zawodnik ten wywalczył 3 medale mistrzostw Europy, w tym złoto i srebro na mistrzostwach w 1963 roku (złoto w drużynie i srebro indywidualnie – przegrał tylko z Heinzem Kramerem), oraz złoto w zawodach drużynowych w 1970 roku.
Indywidualny mistrz ZSRR w latach 1966–1968 i 1970. Zasłużony Mistrz Sportu ZSRR i Zasłużony Trener ZSRR. Odznaczony m.in. Orderem „Znak Honoru” i Medalem „Za pracowitą dzielność”.

## Wyniki

### Igrzyska olimpijskie
| Igrzyska    | Konkurencja | Wynik    | Miejsce | Źródło |
| ----------- | ----------- | -------- | ------- | ------ |
| Tokio 1964  | Trap        | 194 pkt. |         | [ 1 ]  |
| Meksyk 1968 | Trap        | 196 pkt. | 4       | [ 2 ]  |

### Medale na mistrzostwach świata
Opracowano na podstawie materiałów źródłowych:
| Mistrzostwa    | Konkurencja     | Wynik            | Miejsce |
| -------------- | --------------- | ---------------- | ------- |
| Kair 1962      | Trap, drużynowo | 777 pkt. (druż.) |         |
| Wiesbaden 1966 | Trap            | 292 pkt.         |         |
| Wiesbaden 1966 | Trap, drużynowo | 757 pkt. (druż.) |         |
| Bolonia 1967   | Trap, drużynowo | 716 pkt. (druż.) |         |

### Medale na mistrzostwach Europy
Opracowano na podstawie materiałów źródłowych:
| Mistrzostwa    | Konkurencja     | Wynik    | Miejsce |
| -------------- | --------------- | -------- | ------- |
| Brno 1963      | Trap            | 188 pkt. |         |
| Brno 1963      | Trap, drużynowo | ?        |         |
| Bukareszt 1970 | Trap, drużynowo | ?        |         |